# A mézeskalács lány
A mézeskalács lány (eredeti cím: The Gingerbread Girl) Stephen King amerikai író egyik novellája, amely eredetileg az Esquire magazin 2007 júliusi számában jelent meg.  Később, 2008-ban szerepelt King Napnyugta után című novellagyűjteményében. A cím egy utalás a The Gingerbread Boy (más néven "The Gingerbread Man") című tündérmesére.

## Történet
Miután Emily egyetlen lánya, Amy, bölcsőhalált szenved, annak érdekében, hogy kezelje a fájdalmát, elkezd naponta elmenni futni. A testét sokszor túlterheli, emiatt gyakran hány, és nagyon izzad. Mikor férje, Henry megtudja ezt, megpróbálja Emilyt megállítani, de Emily megsértődik, és kirohan a házból, le a helyi Holiday Inn hotelbe. Telefonon kapcsolatba lép az apjával, és elmagyarázza helyzetét. Beszélgetésük után Emily úgy dönt, hogy apja nyári otthonában marad, a floridai Nápoly közelében. Henryvel is beszél, és mindketten egyetértenek abban, hogy a próbaszakítás jó ötlet. Mikor odaér, élete meglehetősen normális lesz. Rengeteget fut, s egészségesen étkezik. Emellett találkozik Deke Hollis-szal, akivel már ismerik egymást régebb óta. Hollis egy napon elmondja Emily-nek, hogy Jim Pickering, egy régebbi lakos visszajön az itt lévő házába.
Amikor Emily futni indul, észrevesz az egyik háznál egy piros kocsit egy tengerparti ház mellett, ami Pickering tulajdona. Amikor odamegy, észreveszi, hogy a kocsi csomagtartójában egy nő hullája fekszik. Amikor közelebb ér, Pickering leüti őt. Emily egy székhez kötözve ébred. Mikor kiejti Hollis nevét, Pickering elindul az indokkal, hogy meggyilkolja.
Emily tudja, hogy nincs sok ideje addig, hogy Pickering visszatérjen, ezért megpróbál kiszabadulni a székből. Kisebb idő után sikerül kiszabadítania magát, és mikor Pickering visszatér, megpróbál elmenekülni a házból, egyenesen az ablakon át.
Ahogy Emily fut az óceánparton, Pickering késsel követi őt. Észrevesz egy embert, aki az óceánban áll, Emily segítségért kiált, de az ember csak spanyolul tud. Pickering spanyol tudását használva azt hazudja az embernek, hogy Emily csak részeg, majd mikor kiderül, hogy hazudik, Pickering meggyilkolja az embert egy ollóval. Emily most az óceán felé veszi az irányt, Pickering utánaszalad. és ekkor megtudja Pickering gyenge pontját: nem tud úszni. Emily végignézi egy sziklán ülve, ahogy Pickering megfullad, majd hazaindul az apjához.

## Kritikus fogadtatás
A The Observer kritikája szerint a történet "a Tortúrára emlékeztet".   A Toronto Star egyik bírálója "lapos feszültségű novellának nevezi, amelyet Richard Bachman, King irodalmi alteregója írhatott. 

## King más műveiben
Egy Charlie Pickering nevű férfi, Jim Pickering rokona, kisebb ellenfélként jelenik meg King 1994-es Nem jön szememre álom című regényében. 
King Röviden a Mézeskalács lányra a Bilincsben című novellájában, ahol Jessie testvére barátjának fizikai bántalmazásának jeleit mutatja, és testvére szexuális bántalmazásáról beszél. 

## Filmváltozat
2018 májusában bejelentették, hogy a Brainstorm Media filmfeldolgozást készít a novella alapján. Craig R. Baxley rendezte, a forgatókönyvet Baxley és Stephen King írta. 

## Fordítás
Ez a szócikk részben vagy egészben  a   The Gingerbread Girl című angol Wikipédia-szócikk fordításán alapul.  Az eredeti cikk szerkesztőit annak laptörténete sorolja fel. Ez a jelzés csupán a megfogalmazás eredetét és a szerzői jogokat jelzi, nem szolgál a cikkben szereplő információk forrásmegjelöléseként.